# 에어버스 A400M 아틀라스

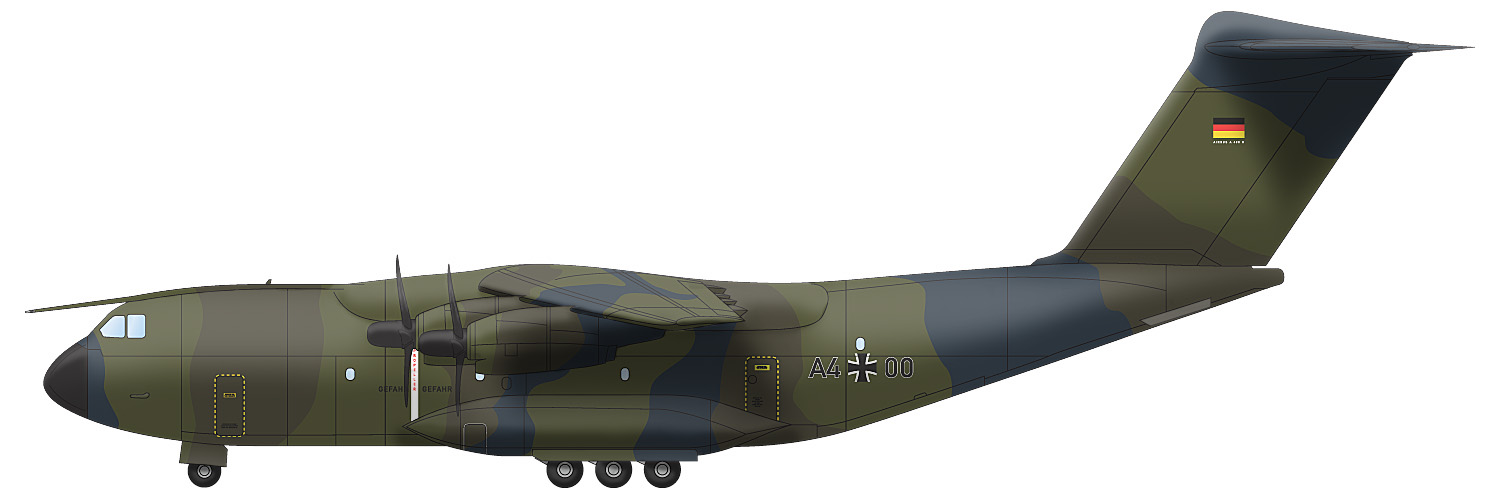
에어버스 A400M 측면도

에어버스 A400M 아틀라스(Airbus A400M Atlas)는 유럽이 개발한 차세대 대형 수송기이다. 독일과 프랑스는 미국 C-130와 동급인 C-160을 독자개발하여 사용해 왔으나 적재하중이 16톤에 불과하여 이를 적재하중이 37톤인 에어버스 A400M으로 교체중이다.
록히드 마틴의 C-130이 적재량 33톤이고, 보잉의 C-17이 77톤인데 비해, 에어버스사의 A-400M은 약 37톤으로, C-130과 C-17 사이의 적재능력을 보유하고 있다.
A400M은 개조시 공중급유기로도 사용이 가능한데 C-130 공중급유기에 비해 2배 정도의 연료를 수송할 수 있는 장점이 있다. C-130이 약 1억 달러, A400M이 약 1.5억 달러, C-17이 2.1억 달러이므로 가성비와 차후 유지보수시 수리부속 조달용이성이나 부품 가격등을 고려해서 도입을 결정해야 할 것이다.

## 성능
A400M은 독보적인 착륙 능력을 보유해 대형 군용 화물, 굴삭기, 이동형 크레인 등 화물을 현장으로 직접 수송할 수 있는 유일한 수송기이다. 12개의 바퀴로 구성된 주 착륙장치는 자갈이나 모래 활주로에서 작전할 수 있도록 설계돼있고 항공기 동체는 충격을 효율적으로 흡수한다. 짧고 무른 비포장 활주로에서도 이착륙이 가능하다.

## 한국 공군의 대형수송기 도입사업 참가
한국 공군의 대형수송기 도입사업에 A-400M은 C-130 의 경쟁자로 참가하였지만 한정된 예산과 필요한 구매댓수의 압박 그리고 지연되는 개발일정으로 인해 C-130쪽으로 기울어질 가능성도 있다.
20톤급 적재량의 C-130은 망구스타(공격 헬리콥터)의 해외전개가 가능하며 37톤급 A-400M은 k21 장갑차 1개 분대 수송이 가능하다. 77톤급 C-17은 전차수송이 가능하다.
만약 100t 이상의 물자를 한번에 수송하려면 C-5 갤럭시 수준의 초대형 수송기가 필요하다.
아직까지 항공기에 의한 기계화부대 수송 개념이 개발되지 않은 한국군의 현실속에서 A-400M의 도입은 자칫 계륵이 될 수 있다. 미제 장비 일색인 한국 공군에게 낮선 유럽 컨소시엄제 무기라는
새로운 군수품 보급체계를 구축해야 하고, 같은 NATO국 장비기는 하지만 미제 장비와의 호환성이나 실전 운용경험이 대단히 부족하여 안정성을 우선시 하는 군인들에게는 C-17이 더 나은 선택일 수 있다.
하지만 과거 CN-235항공기를 도입하여 만족스럽게 사용중인 경험에 비추어 본다면 A-400M 도입도 신중히 판단하여 결정해 볼 일이다.

## 제원
정보의 출처: Airbus Military specifications
일반 특성
- 승무원: 3 or 4 (2 pilots, 3rd optional, 1 loadmaster)
- 용량: 37,000 kg (82,000 lb)

Operation Range of A400M with 20 t and 30 t payload, flown from Paris, France

  - 116 fully equipped troops / paratroops,
  - up to 66 stretchers accompanied by 25 medical personnel
- 날개폭:  ()
- *Max. Landing Weight: 122,000 kg (268,963 lb)
- Total Internal Fuel: 50,500 kg (111,330 lb)

성능
- Tactical Takeoff Distance: 980 m (3,215 ft) (aircraft weight 100 tonnes, soft field, ISA, sea level)
- Tactical Landing Distance: 770 m (2,526 ft) (as above)
- Turning Radius (Ground): 28.6 m